# 関西私鉄
関西私鉄（かんさいしてつ）とは、近畿地方のうち、関西2府4県（大阪府、京都府、兵庫県、奈良県、滋賀県、和歌山県）を走る私鉄のこと。その中には、大手私鉄5社と準大手私鉄3社が含まれる。
特に大阪を発着する関西大手私鉄5社は各社が沿線開発や流通、レジャーなどの関連事業に注力し、俗に「私鉄王国」と言われる強力な地盤を作り上げてきたことでも知られる。
これに対して東京近郊（首都圏）の私鉄のことを関東私鉄と称する。

## 鉄道会社

### 大手私鉄
- 近畿日本鉄道（近鉄 / 近鉄グループ）
- 阪急電鉄（阪急 / 阪急阪神東宝グループ）[注釈 1]
- 阪神電気鉄道（阪神 / 阪急阪神東宝グループ）
- 南海電気鉄道（南海 / 南海グループ）[注釈 1]
- 京阪電気鉄道（京阪 / 京阪グループ）

このうち、近畿日本鉄道は東海地方の一部（三重県・愛知県）にも路線網を持つ。

### 準大手私鉄
- 山陽電気鉄道（独立系だが、筆頭株主は阪神電気鉄道〈阪急阪神東宝グループ〉）
- 神戸高速鉄道（第三セクター、阪急阪神東宝グループ）
- 北大阪急行電鉄（第三セクター、阪急阪神東宝グループ）

### 中小私鉄
ここに挙げる会社のうち、関西大手私鉄との資本関係がない会社は、水間鉄道、和歌山電鐵、近江鉄道、紀州鉄道、北条鉄道、京都丹後鉄道、信楽高原鐵道である。また、近畿地方かつ東海地方に属する三重県（伊賀市、名張市などの伊賀地方は奈良県などに隣接するため、関西地方として扱われることがある）の鉄道は除外する。また、JR西日本グループである嵯峨野観光鉄道も除外する。なお、大阪市営地下鉄が民営化した大阪市高速電気軌道（Osaka Metro）は規模的に大手私鉄に匹敵しているが、大手私鉄および準大手私鉄の認定条件である日本民営鉄道協会に加盟しておらず、国土交通省の「鉄軌道事業者一覧」においては、中小民鉄（中小私鉄）に区分されている。
- 大阪市高速電気軌道〈Osaka Metro〉[注釈 4]（大阪市が100％出資）
- 能勢電鉄（阪急阪神東宝グループ）
- 神戸電鉄（阪急阪神東宝グループ[注釈 5]）
- 丹後海陸交通（阪急阪神東宝グループ）
- 大阪モノレール[注釈 6]（第三セクター[注釈 7]）
- 阪堺電気軌道（南海グループ）
- 水間鉄道（グルメ杵屋の子会社）
- 和歌山電鐵 （両備グループ[注釈 8]）
- 紀州鉄道（独立系、本社は東京都千代田区）
- 京福電気鉄道〈嵐電〉（京阪グループ）
- 叡山電鉄（京阪グループ）
- 比叡山鉄道（京阪グループ）
- 近江鉄道（西武グループ）
- 北条鉄道（旧・国鉄路線を継承）
- 信楽高原鐵道（旧・国鉄路線を継承）
- 京都丹後鉄道（一部、旧・国鉄およびJR西日本の路線を継承）

### かつて存在した私鉄
ここでは1960年代以降に全線廃止または他社へ吸収合併された鉄道を列挙する。
- 大和鉄道（近鉄グループ、1918年 - 1961年）
  - 1961年（昭和36年）に同じ近鉄グループの信貴生駒電鉄に吸収合併された。その後1964年には信貴生駒電鉄が近鉄に吸収合併されたことにより、旧大和鉄道の路線は近鉄田原本線となった。
- 江若鉄道（京阪グループ、1921年 - 1969年）
  - 国鉄湖西線（現・JR湖西線）を建設するにあたり、湖西線と路線が重複するため、代替の形で湖西線が建設され、江若鉄道は廃止となった。事業者としての江若鉄道は江若交通に社名を変え、現在も京阪グループの一員として滋賀県内でバスの運営にあたっている。
- 奈良電気鉄道（1925年 - 1963年）
  - 京阪電鉄と大阪電気軌道（略して大軌、のちの近鉄）が出資し、奈良電鉄幹部には京阪側と大軌側の人物が充てられていた。1963年（昭和38年）には近鉄に合併し、奈良電鉄は近鉄京都線となった。また、丹波橋駅を介して京阪と奈良電鉄との間で相互乗り入れが行われていた。なお、近鉄合併後も京阪と相互乗り入れは継続され、近鉄側が架線電圧を変更することを機に1968年（昭和43年）に相互乗り入れは終了した。
- 信貴生駒電鉄（近鉄グループ、1926年 - 1964年）
  - 大和鉄道を吸収したのち、1964年（昭和39年）に近鉄に吸収合併された。自社が開業した路線は近鉄生駒線となり、旧大和鉄道の路線は近鉄田原本線となった。
- 三木鉄道（旧・国鉄路線を継承、1984年 - 2008年）
  - 国鉄三木線を承継した第三セクター鉄道。2008年廃止。
- 東大阪生駒電鉄（近鉄グループ）
  - 近鉄東大阪線（現在の近鉄けいはんな線の一部）の建設に際して、別会社として設立された。建設工事が概ね完了した開業直前の1986年（昭和61年）4月に親会社の近鉄に吸収合併されたため、同社としての運行実績は無い。
- 鴨川電気鉄道（京阪グループ）
  - 京阪鴨東線の建設に際して、別会社として設立された。建設工事が概ね完了した開業直前の1989年（平成元年）4月に親会社の京阪電鉄に吸収合併されたため、同社としての運行実績は無い。
- 大阪港トランスポートシステム（第三セクター、1997年 - 2005年）
  - 現在のOsaka Metro中央線およびOsaka Metro南港ポートタウン線の一部区間。開業時は同社が直接運営していたが、2005年（平成17年）7月1日に当時の大阪市交通局へ一部区間の線路を除く鉄道資産を譲渡し、以降は一部区間の線路のみを保有する事業者となっている。現在は、中央線および南港ポートタウン線として大阪市高速電気軌道が当該区間を含め一体で運行している。
- 北神急行電鉄（阪急阪神東宝グループ、1988年 - 2020年）
  - 2020年（令和2年）6月1日より親会社の阪急電鉄から神戸市交通局に譲渡され、現在は神戸市営地下鉄北神線となっている。
- 泉北高速鉄道（南海グループ、1971年 - 2025年）
  - 2025年（令和7年）4月1日に親会社の南海電鉄に吸収合併され、現在は南海泉北線となっている。

## 特徴

### 呼称
関西においては大手私鉄やその路線のことを「◯◯電車」と呼ぶことが一般的になっており、阪急電鉄は「阪急電車」、阪神電気鉄道は「阪神電車」、京阪電気鉄道は「京阪電車」、南海電気鉄道は「南海電車」というように呼称され、実際の駅の案内板や各社のホームページ、車内放送の案内においてもそのような表記や呼び方をされている。準大手私鉄や中小私鉄に関しては、山陽電気鉄道は「山陽電車」、阪堺電気軌道は「阪堺電車」、叡山電鉄は「叡山電車（叡電）」などと呼称される。

### 線路幅

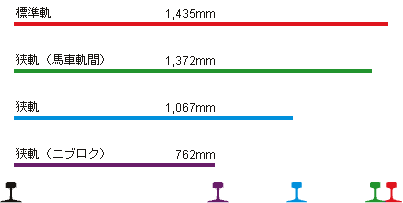
日本で利用されている主な軌間。関西においては赤の「標準軌」と青の「狭軌」が採用されている。

関東私鉄では線路幅はJRと同じ狭軌が多数採用されている一方、関西私鉄では本項で挙げた全21社の内、12社が標準軌（新幹線と同様の幅）を採用しており、関西大手私鉄においては標準軌が主流となっている。これは、阪神電鉄など多くの鉄道が元々、路面電車という形で申請・建設されたことが由来となっている。また、標準軌を採用している鉄道会社の内、近鉄・京阪の鋼索線（ケーブルカー）については狭軌となっており、近鉄の南大阪線系統についても狭軌となっている。なお、公営の大阪市営地下鉄を民営化して設立された大阪市高速電気軌道（Osaka Metro）、地方公営企業である京都市交通局（京都市営地下鉄）と神戸市交通局（神戸市営地下鉄）の3つの地下鉄はいずれも標準軌を採用している。

### ターミナル駅
関東大手私鉄のターミナル駅はJR山手線に接続する駅（渋谷・新宿・池袋など）に存在し、環状路線である山手線より内側、つまり千代田区・中央区などの東京都心には私鉄のターミナル駅は存在しない。これは山手線の各駅に接続することにより、各私鉄が自力で都心延伸するよりもターミナルに百貨店などの自社の商業施設を集中した方が利益になると判断したからである。こうして、関東大手私鉄のターミナル駅を中心とした副都心の渋谷・新宿・池袋はその交通利便性から今日のような巨大繁華街へと発展を遂げた。
一方、関西大手私鉄は山手線と同じ環状路線のJR大阪環状線と接続する大阪梅田駅（大阪駅）、大阪阿部野橋駅（天王寺駅）に加え、天満橋駅、なんば駅、大阪上本町駅といった大阪環状線よりも内側にある大阪都心側（北区・中央区・天王寺区）に独自のターミナル駅を形成してきた。大阪の鉄道における大動脈は大阪環状線ではなくOsaka Metro御堂筋線となっており、開業後は同線と接続する駅として京阪は淀屋橋駅に、近鉄（難波線）・阪神（阪神なんば線）は大阪難波駅に延伸し、さらに都心部への乗り入れを果たした。地下鉄御堂筋線は東海道・山陽新幹線との乗り換え駅である新大阪駅、キタの中心の梅田、ミナミの難波・心斎橋、天王寺といった大阪の重要拠点を結んでおり、各私鉄が御堂筋線に接続することにより各所への移動が容易となっている。
また、近鉄が難波に延伸したことにより、東京とは違い、大阪におけるターミナル駅がある程度集約されたことになる。また、関東私鉄ほど直通運転が積極的に行われていないことから、ターミナル駅では全ての列車を折り返す必要があり、巨大な頭端式ホームへと発展した。日本最大の頭端式ターミナル駅の阪急梅田駅（現・大阪梅田駅）を筆頭に、南海難波駅、上本町駅（現・大阪上本町駅）、阿部野橋駅（現・大阪阿部野橋駅）など昭和初期からのターミナル駅は関東大手私鉄の起点駅と比較して規模がかなり大きいことが特筆される。
なお、大阪に限らず関西では、接続駅において鉄道会社ごとに駅名が異なる場合が多い。例えば梅田では、駅の立地の微妙な違いなどにより駅名が異なっている。
- 主なターミナル駅と乗り入れる路線
  - キタ（梅田周辺）
    - 大阪駅 - JR京都線・JR神戸線（東海道本線）、大阪環状線、JR宝塚線（福知山線）
    - 大阪梅田駅 - 阪神本線
    - 大阪梅田駅 - 阪急電鉄京都本線・宝塚本線・神戸本線
    - 梅田駅 - Osaka Metro御堂筋線
    - 東梅田駅 - Osaka Metro谷町線
    - 西梅田駅 - Osaka Metro四つ橋線
    - 北新地駅 - JR東西線

  - ミナミ（難波・道頓堀周辺）
    - なんば駅（正式名称：難波駅） - 南海本線・高野線
    - 大阪難波駅 - 近鉄難波線（近鉄奈良線方面、各方面行き近鉄特急）、阪神なんば線（尼崎、阪神本線方面）
    - なんば駅 - Osaka Metro御堂筋線・四ツ橋線・千日前線
    - JR難波駅 - JR大和路線（関西本線）〈近鉄や南海の難波駅や繁華街から離れている〉

  - 天王寺・阿倍野
    - 天王寺駅 - JR大阪環状線・大和路線・阪和線、Osaka Metro御堂筋線・谷町線
    - 大阪阿部野橋駅 - 近鉄南大阪線
    - 天王寺駅前電停 - 阪堺電軌上町線

  - 淀屋橋（北浜・中之島周辺）
    - 淀屋橋駅 - 京阪電鉄京阪本線、Osaka Metro御堂筋線（梅田の一駅隣）

### 乗り入れ（直通運転）
関西私鉄は競争が激しく、かつては乗り入れも少なかったが、現在は大手私鉄同士となる阪神・近鉄でも行われている。また、阪神は山陽（準大手私鉄）にも乗り入れており、近鉄の直通により、線路だけで見ると山陽姫路駅から阪神を介して近鉄名古屋駅までつながったことになる（ただし、近鉄と山陽は乗り入れを行っていない）。また、関西大手私鉄では京阪のみが他の私鉄と乗り入れを行っていない（かつては近鉄京都線と相互乗り入れを行っていた）。一方で、地下鉄を介して他の大手私鉄やJR線との相互直通運転が盛んな関東大手私鉄と比較すると、大阪市の市営モンロー主義政策が過去にあった影響で、地下鉄は第三軌条方式のような郊外私鉄路線が直通できない規格が採用され、その数は少ない（首都圏では都営地下鉄浅草線や東京メトロ副都心線など地下鉄を介した3社局以上の直通運転も頻繁に見られる）。
関西の鉄道の乗り入れ
- 阪神・山陽
  - 神戸高速線を介して阪神、阪急、山陽、神戸電鉄は直接乗り換えができる。

- 阪神・近鉄（難波線・奈良線）
- 近鉄（けいはんな線）・Osaka Metro（中央線）
- 阪急（京都本線・千里線）・Osaka Metro（堺筋線）
- Osaka Metro（御堂筋線）・北大阪急行電鉄
- 阪急（宝塚本線）・能勢電鉄
- 京阪（京津線）・京都市営地下鉄（東西線）
  - 京阪による片乗り入れ。

- 近鉄（京都線）・京都市営地下鉄（烏丸線）　

### その他

#### プロ野球
関西大手私鉄5社のうち、京阪電気鉄道以外の4社はプロ野球球団を保有していた時期があった。
- 阪神電気鉄道 - 阪神タイガース（日本最古の球団の一つで現存、本拠地:阪神甲子園球場）
- 阪急電鉄 - 阪急ブレーブス（後のオリックス・バファローズ、本拠地:阪急西宮スタジアム）
- 近畿日本鉄道 - 大阪近鉄バファローズ（後のオリックス・バファローズ、本拠地:大阪ドーム）
- 南海電気鉄道 - 南海ホークス（後の福岡ソフトバンクホークス、本拠地:大阪スタヂアム）

#### 民放テレビ局
大阪を本社とする民放テレビ局（在阪テレビ局）のうち、日本テレビ系列の読売テレビ以外は関西私鉄5社の資本が入っている。関西テレビ放送は阪急阪神HD、朝日放送（現・朝日放送グループホールディングス）は近鉄GHD・阪神、毎日放送（現・MBSメディアホールディングス）は南海・京阪HD・近鉄が資本参加。テレビ大阪も近鉄が資本参加していた時期がある。特に阪急阪神ホールディングスは関西テレビの大株主であり、阪急阪神東宝グループに属している。なお、読売テレビとテレビ大阪はJR西日本・京阪線の京橋駅近くにあるが、JR西日本や京阪の資本は入っていない。
このような事情により、上記の関西大手私鉄系プロ野球球団が主催する試合の放映権は、各社と関係の深い局に優先的に与えられていた（MBS…南海　ABC…阪神・近鉄　関テレ…阪急）。